# Стофан, Эллен
Эллен Рене Стофан (англ. Ellen R. (Renee) Stofan; род. 24 февраля 1961 года) — директор Национального музея авиации и космонавтики имени Джона и Эдриенн Марс. Она первая женщина-директор музея, начала свою работу в апреле 2018 года, ранее работала главным научным сотрудником НАСА и главным советником администратора НАСА Чарльза Болдена по научным программам, планированию и инвестициям агентства. Она ушла из НАСА в декабре 2016 года. Ранее она занимала должность вице-президента Proxemy Research в Лейтонсвилле, штат Мэриленд, и почётного профессора кафедры наук о Земле в Университетском колледже Лондона.

## Биография
Отцом Эллен Стофан был Эндрю Дж. Стофана, инженер по проектированию ракет и летательных аппаратов, работавший в НАСА на различных должностях, включая директора Исследовательского центра Льюиса НАСА и помощника администратора Управления космической станции НАСА. Эллен получила степень бакалавра наук по геологии в Колледже Уильяма и Мэри в 1983 году, а затем получила степень магистра и доктора в Университете Брауна. Её докторская диссертация (1989 г.) была написана на тему "Геология корон и купольных структур Венеры и модели их происхождения".

### Карьера

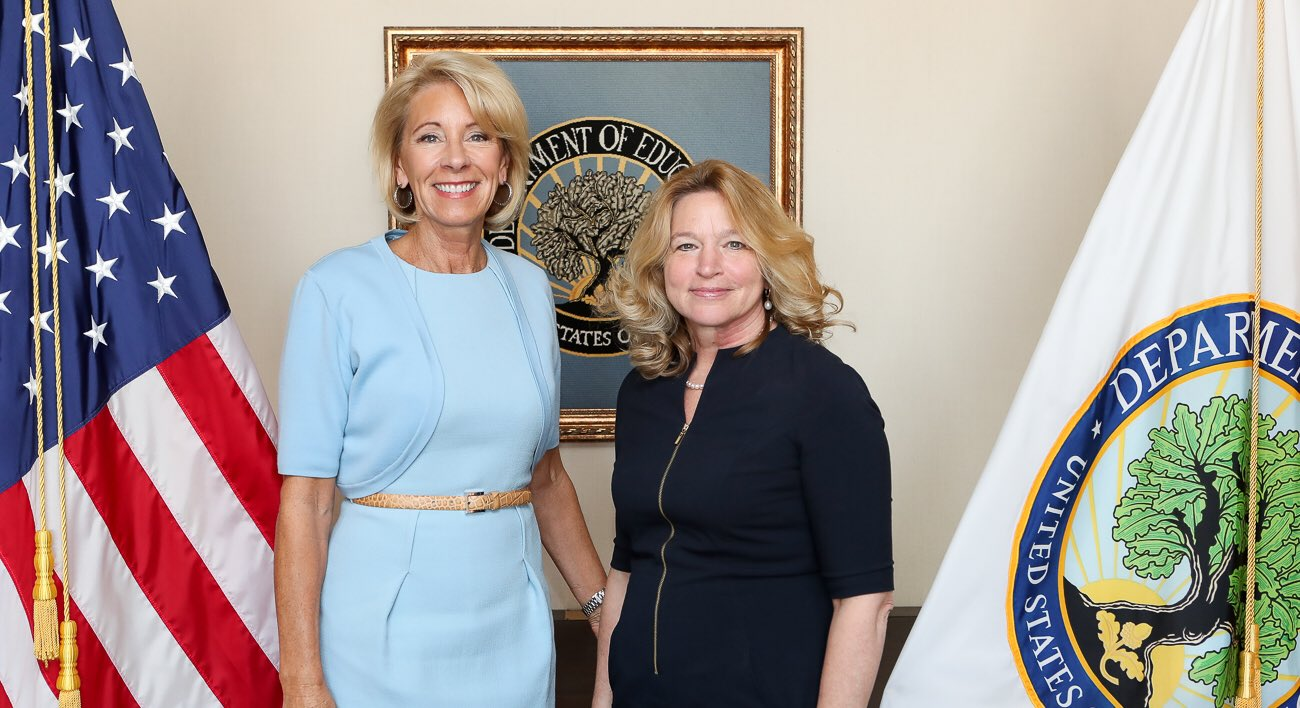
Betsy DeVos and Ellen Stofan in 2018

Исследования Стофан были сосредоточены на геологии Венеры, Марса, Титана, спутника Сатурна и Земли. Она является ассоциированным членом миссии «Кассини» радиолокационной группы Сатурна и соисследователем эхолота MARSIS миссии Mars Express. Она также была главным исследователем на Titan Mare Explorer, предполагаемой миссии для плавучего посадочного модуля, который будет отправлен на Титан. С 1991 по 2000 год она занимала ряд старших научных должностей в Лаборатории реактивного движения НАСА в Пасадене, Калифорния, в том числе главного научного сотрудника Программы НАСА «Новое тысячелетие», заместителя научного сотрудника проекта «Магеллановая миссия на Венеру» и была ученым-экспериментатором в космической РЛС. C (SIR-C), прибор, который обеспечивал радиолокационные изображения Земли во время двух полетов космических шаттлов в 1994 году. Стофан написала и опубликовала множество профессиональных статей и книг, а также возглавляла различные комитеты, в том числе группу экспертов  Национального исследовательского совета по внутренним планетам, группу по обзору  планетологии за период  2009-2011 гг. и аналитическую группу по исследованию Венеры.
В ноябре 2020 года Стофан была назначена членом группы команды Джо Байдена, которая отвечала за поддержку и развитие Национального управления по аэронавтике и исследованию космического пространства.

## Награды и отличия
Среди многочисленных наград, полученных Стофан — Президентская премия для молодых учёных и инженеров (PECASE) 1996 года.

## Публикации
- Стофан, Эллен; Кравенс, Томас Э .; Эспозито, Ларри В., ред. (2007). Изучение Венеры как планеты земного типа. Американский геофизический союз./Stofan, Ellen; Cravens, Thomas E.; Esposito, Larry W., eds. (2007). Exploring Venus as a Terrestrial Planet. American Geophysical Union.
- Стофан, Эллен; Джонс, Том (2008). Планетология: открытие секретов Солнечной системы. Национальная география. ISBN 978-1-4262-0121-9./Stofan, Ellen; Jones, Tom (2008). Planetology: Unlocking the Secrets of the Solar System. National Geographic. ISBN 978-1-4262-0121-9.